# Calificările pentru Campionatul Mondial de Fotbal 2014 (UEFA) – Grupa D
Grupa D din Calificările pentru Campionatul Mondial de Fotbal 2014 (UEFA) a fost o grupă din zona de calificări UEFA pentru Campionatul Mondial de Fotbal 2014. Din grupă au făcut parte Olanda, Turcia, Ungaria, România, Estonia și Andorra.
Câștigătoarea grupei, Olanda, s-a calificat direct la Campionatul Mondial de Fotbal 2014. Cea de-a doua clasată, România, s-a calificat la barajul pentru accederea la Campionatul Mondial de Fotbal 2014, unde a dat piept cu Grecia.

## Clasament
| Echipa        | MJ | V | E | Î  | GM | GP | G   | Pct |
| ------------- | -- | - | - | -- | -- | -- | --- | --- |
| Țările de Jos | 10 | 9 | 1 | 0  | 34 | 5  | +29 | 28  |
| România       | 10 | 6 | 1 | 3  | 19 | 12 | +7  | 19  |
| Ungaria       | 10 | 5 | 2 | 3  | 21 | 20 | +1  | 17  |
| Turcia        | 10 | 5 | 1 | 4  | 16 | 9  | +7  | 16  |
| Estonia       | 10 | 2 | 1 | 7  | 6  | 20 | −14 | 7   |
| Andorra       | 10 | 0 | 0 | 10 | 0  | 30 | −30 | 0   |

|               | Andorra | Estonia | Ungaria | Țările de Jos | România | Turcia |
| ------------- | ------- | ------- | ------- | ------------- | ------- | ------ |
| Andorra       | —       | 0–1     | 0–5     | 0–2           | 0–4     | 0–2    |
| Estonia       | 2–0     | —       | 0–1     | 2–2           | 0–2     | 0–2    |
| Ungaria       | 2–0     | 5–1     | —       | 1–4           | 2–2     | 3–1    |
| Țările de Jos | 3–0     | 3–0     | 8–1     | —             | 4–0     | 2–0    |
| România       | 4–0     | 2–0     | 3–0     | 1–4           | —       | 0–2    |
| Turcia        | 5–0     | 3–0     | 1–1     | 0–2           | 0–1     | —      |

## Meciuri
Programul meciurilor a fost stabilit la o întâlnire în Amsterdam, Olanda, pe 21 decembrie 2011.
| Estonia | 0–2    | România              |
| ------- | ------ | -------------------- |
|         | Report | Torje 56' Marica 76' |

| Andorra | 0–5    | Ungaria                                              |
| ------- | ------ | ---------------------------------------------------- |
|         | Report | Juhász 12' Gera 33' Szalai 54' Priskin 68' Koman 82' |

| Țările de Jos                 | 2–0    | Turcia |
| ----------------------------- | ------ | ------ |
| Van Persie 17' Narsingh 90+3' | Report |        |

| România                                   | 4–0    | Andorra |
| ----------------------------------------- | ------ | ------- |
| Torje 29' Lazăr 44' Găman 90' Maxim 90+3' | Report |         |

| Turcia                      | 3–0    | Estonia |
| --------------------------- | ------ | ------- |
| Emre 44' Bulut 60' İnan 75' | Report |         |

| Ungaria             | 1–4    | Țările de Jos                               |
| ------------------- | ------ | ------------------------------------------- |
| Dzsudzsák 7' (pen.) | Report | Lens 3', 53' Martins Indi 19' Huntelaar 75' |

| Turcia | 0–1    | România    |
| ------ | ------ | ---------- |
|        | Report | Grozav 45' |

| Estonia | 0–1    | Ungaria    |
| ------- | ------ | ---------- |
|         | Report | Hajnal 46' |

| Țările de Jos                              | 3–0    | Andorra |
| ------------------------------------------ | ------ | ------- |
| Van der Vaart 7' Huntelaar 15' Schaken 50' | Report |         |

| Andorra | 0–1    | Estonia  |
| ------- | ------ | -------- |
|         | Report | Oper 57' |

| România    | 1–4    | Țările de Jos                                                      |
| ---------- | ------ | ------------------------------------------------------------------ |
| Marica 40' | Report | Lens 9' Martins Indi 29' Van der Vaart 45+1' (pen.) Van Persie 86' |

| Ungaria                              | 3–1    | Turcia     |
| ------------------------------------ | ------ | ---------- |
| Koman 31' Szalai 50' Gera 57' (pen.) | Report | Erdinç 22' |

| Andorra | 0–2    | Turcia                |
| ------- | ------ | --------------------- |
|         | Report | İnan 30' Yılmaz 45+1' |

| Ungaria                          | 2–2    | România                       |
| -------------------------------- | ------ | ----------------------------- |
| Vanczák 16' Dzsudzsák 71' (pen.) | Report | Mutu 68' (pen.) Chipciu 90+2' |

| Țările de Jos                                | 3–0    | Estonia |
| -------------------------------------------- | ------ | ------- |
| Van der Vaart 47' Van Persie 72' Schaken 84' | Report |         |

| Estonia                  | 2–0    | Andorra |
| ------------------------ | ------ | ------- |
| Anier 45+1' Lindpere 61' | Report |         |

| Turcia     | 1–1    | Ungaria  |
| ---------- | ------ | -------- |
| Yılmaz 64' | Report | Böde 71' |

| Țările de Jos                                         | 4–0    | România |
| ----------------------------------------------------- | ------ | ------- |
| Van der Vaart 12' Van Persie 56', 65' (pen.) Lens 90' | Report |         |

| România                           | 3–0    | Ungaria |
| --------------------------------- | ------ | ------- |
| Marica 2' Pintilii 31' Tănase 88' | Report |         |

| Turcia                                   | 5–0    | Andorra |
| ---------------------------------------- | ------ | ------- |
| Bulut 35', 39', 67' Yılmaz 64' Turan 90' | Report |         |

| Estonia            | 2–2    | Țările de Jos                     |
| ------------------ | ------ | --------------------------------- |
| Vassiljev 18', 57' | Report | Robben 2' Van Persie 90+4' (pen.) |

| România | 0–2    | Turcia                  |
| ------- | ------ | ----------------------- |
|         | Report | Yılmaz 22' Erdinç 90+4' |

| Andorra | 0–2    | Țările de Jos       |
| ------- | ------ | ------------------- |
|         | Report | Van Persie 50', 54' |

| Ungaria                                                        | 5–1    | Estonia  |
| -------------------------------------------------------------- | ------ | -------- |
| Klavan 11' (o.g.) Hajnal 21' Böde 41' Németh 69' Dzsudzsák 85' | Report | Kink 48' |

| Andorra | 0–4    | România                                          |
| ------- | ------ | ------------------------------------------------ |
|         | Report | Keserü 43' Stancu 53' Torje 63' (pen.) Lazăr 85' |

| Estonia | 0–2    | Turcia               |
| ------- | ------ | -------------------- |
|         | Report | Bulut 22' Yılmaz 47' |

| Țările de Jos                                                                                     | 8–1    | Ungaria              |
| ------------------------------------------------------------------------------------------------- | ------ | -------------------- |
| Van Persie 16', 44', 53' Strootman 25' Lens 38' Devecseri 65' (o.g.) Van der Vaart 86' Robben 90' | Report | Dzsudzsák 47' (pen.) |

| Ungaria                     | 2–0    | Andorra |
| --------------------------- | ------ | ------- |
| Nikolić 51' Lima 76' (o.g.) | Report |         |

| România                | 2–0    | Estonia |
| ---------------------- | ------ | ------- |
| Marica 30' (pen.), 81' | Report |         |

| Turcia | 0–2    | Țările de Jos          |
| ------ | ------ | ---------------------- |
|        | Report | Robben 8' Sneijder 47' |

Notes
1. ↑  Hungary v Romania was played without spectators due to sanctions imposed by FIFA as a result of racist chanting by Hungarian supporters.[3]

## Marcatori
S-au marcat 96 de goluri în 30 de meciuri, cu o medie de 3,20 goluri per meci.
11 goluri
| - Robin van Persie |

5 goluri
| - Jeremain Lens - Rafael van der Vaart | - Ciprian Marica - Umut Bulut | - Burak Yılmaz |  |

4 goluri
| - Balázs Dzsudzsák |

3 goluri
| - Arjen Robben | - Gabriel Torje |  |

2 goluri
| - Konstantin Vassiljev - Dániel Böde - Zoltán Gera - Tamás Hajnal | - Vladimir Koman - Ádám Szalai - Klaas-Jan Huntelaar - Bruno Martins Indi | - Ruben Schaken - Costin Lazăr - Mevlüt Erdinç - Selçuk İnan |

1 gol
| - Henri Anier - Tarmo Kink - Joel Lindpere - Andres Oper - Roland Juhász - Krisztián Németh - Nemanja Nikolić - Tamás Priskin | - Vilmos Vanczak - Luciano Narsingh - Wesley Sneijder - Kevin Strootman - Alexandru Chipciu - Valerică Găman - Gheorghe Grozav - Alexandru Maxim | - Adrian Mutu - Mihai Pintilii - Cristian Tănase - Claudiu Keserü - Bogdan Stancu - Emre Belözoğlu - Arda Turan |

1 autogol
| - Ildefons Lima (vs Ungaria) | - Szilárd Devecseri (vs Olanda) |  |

## Disciplină
| Poz. | Jucător              | Țara          | Cartonaș galben | Cartonaș roșu | Suspendat pentru meciul                                      | Motiv                       |
| ---- | -------------------- | ------------- | --------------- | ------------- | ------------------------------------------------------------ | --------------------------- |
| F    | Marc Vales           | Andorra       | 3               | 1             | vs România (11 septembrie 2012)                              | Eliminat                    |
| F    | Enar Jääger          | Estonia       | 2               | 1             | vs Ungaria (12 octombrie 2012) vs Turcia (11 octombrie 2013) | Eliminat Cumul de cartonașe |
| M    | Balázs Dzsudzsák     | Ungaria       | 2               | 0             | vs Turcia (16 octombrie 2012)                                | Cumul de cartonașe          |
| F    | Roland Juhász        | Ungaria       | 2               | 0             | vs Turcia (16 octombrie 2012)                                | Cumul de cartonașe          |
| M    | Hamit Altıntop       | Turcia        | 2               | 0             | vs Andorra (22 martie 2013)                                  | Cumul de cartonașe          |
| F    | Dorin Goian          | România       | 2               | 0             | vs Olanda (26 martie 2013)                                   | Cumul de cartonașe          |
| M    | Victor Moreira       | Andorra       | 2               | 0             | vs Turcia (6 septembrie 2013)                                | Cumul de cartonașe          |
| F    | Bekir İrtegün        | Turcia        | 2               | 0             | vs Andorra (6 septembrie 2013)                               | Cumul de cartonașe          |
| M    | Aleksandr Dmitrijev  | Estonia       | 2               | 0             | vs Ungaria (10 septembrie 2013)                              | Cumul de cartonașe          |
| F    | Raio Piiroja         | Estonia       | 2               | 1             | vs Ungaria (10 septembrie 2013)                              | Eliminat                    |
| M    | Konstantin Vassiljev | Estonia       | 2               | 0             | vs Ungaria (10 septembrie 2013)                              | Cumul de cartonașe          |
| F    | Zsolt Korcsmar       | Ungaria       | 2               | 0             | vs Estonia (10 septembrie 2013)                              | Cumul de cartonașe          |
| F    | Bruno Martins Indi   | Țările de Jos | 3               | 0             | vs Andorra (10 septembrie 2013)                              | Cumul de cartonașe          |
| M    | Arjen Robben         | Țările de Jos | 2               | 0             | vs Andorra (10 septembrie 2013)                              | Cumul de cartonașe          |
| M    | Alexandru Bourceanu  | România       | 2               | 0             | vs Turcia (10 septembrie 2013)                               | Cumul de cartonașe          |
| F    | Răzvan Raț           | România       | 2               | 0             | vs Andorra (11 octombrie 2013)                               | Cumul de cartonașe          |
| F    | Moises San Nicolas   | Andorra       | 4               | 1             | vs România (11 octombrie 2013)                               | Cumul de cartonașe Eliminat |
| F    | Ildefonso Lima       | Andorra       | 2               | 0             | vs România (11 octombrie 2013)                               | Cumul de cartonașe          |
| M    | Ats Purje            | Estonia       | 2               | 0             | vs Turcia (11 octombrie 2013)                                | Cumul de cartonașe          |
| M    | Josep Ayala          | Andorra       | 2               | 0             | vs Ungaria (15 octombrie 2013)                               | Cumul de cartonașe          |
| A    | Marc Pujol           | Andorra       | 2               | 0             | vs Ungaria (15 octombrie 2013)                               | Cumul de cartonașe          |
| F    | Vlad Chiricheș       | România       | 2               | 0             | vs Estonia (15 octombrie 2013)                               | Cumul de cartonașe          |
| M    | Nigel de Jong        | Țările de Jos | 2               | 0             | vs Turcia (15 octombrie 2013)                                | Cumul de cartonașe          |
| F    | Richárd Guzmics      | Ungaria       | 2               | 0             | vs Andorra (15 octombrie 2013)                               | Cumul de cartonașe          |
| F    | Caner Erkin          | Turcia        | 2               | 0             | vs Olanda (15 octombrie 2013)                                | Cumul de cartonașe          |
| F    | Daley Blind          | Țările de Jos | 2               | 0             | TBD (2014)                                                   | Cumul de cartonașe          |